# Argyra negrobovi
Argyra negrobovi är en tvåvingeart som beskrevs av Grichanov och Igor Shamshev 1993. Argyra negrobovi ingår i släktet Argyra och familjen styltflugor. Inga underarter finns listade i Catalogue of Life.